# ترومبون زنگ‌زده

عمل ترومبون زنگ‌زده یا مقعدلیسی در هنگام کیرمالی.

ترومبون زنگ‌زده (به انگلیسی: Rusty trombone) نوعی روش آمیزش جنسی است که در آن مرد می‌ایستد در حالی که شریک جنسی او در پشت وی می‌نشیند و در حین مقعدلیسی برای وی عمل کیرمالی را نیز انجام می‌دهد. در این حالت فرد دریافت‌کننده می‌تواند کمی خم شود تا مقعد وی به آسانی قابل لیس‌زدن شود. از آنجایی که این عمل شبیه به نواختن ساز ترومبون است، این نام را بدان داده‌اند. لازم است یادآوری شود که این عمل در پوزیشن‌های گوناگون قابل اجراست.